# Ersilio Tonini
Ersilio Tonini (ur. 20 lipca 1914 w San Giorgio Piacentino, zm. 28 lipca 2013 w Rawennie) – włoski duchowny rzymskokatolicki, biskup diecezjalny Macerata e Tolentino w latach 1969–1975, arcybiskup Ravenna-Cervia w latach 1975–1990, kardynał prezbiter od 1994.

## Życiorys
Studiował w seminarium w Piacenzy. Święcenia kapłańskie przyjął 18 kwietnia 1937. Do 1939 wykładał w seminarium w Piacenzy i pełnił w nim funkcję wicerektora. W latach 1939–1943 kontynuował studia z prawa cywilnego i kanonicznego na Papieskim Uniwersytecie Laterańskim w Rzymie. Po powrocie do diecezji Piacenza prowadził działalność duszpasterską, był asystentem kościelnym Włoskiej Federacji Studentów Katolickich, kierował tygodnikiem katolickim „Il nuovo giornale” oraz wykładał w seminarium w Piacenzy (był tam również rektorem). W listopadzie 1959 otrzymał tytuł nadzwyczajnego tajnego szambelana papieskiego.
28 kwietnia 1969 został mianowany biskupem diecezjalnym Macerata e Tolentino. Sakry biskupiej udzielił mu 2 czerwca 1969 arcybiskup Piacenzy Umberto Malchiodi. Został także administratorem apostolskim sede vacante diecezji Cingoli, Recanati i Treia. W listopadzie 1975 został przeniesiony na stolicę arcybiskupią Ravenna-Cervia, s w latach 1988–1989 pełnił funkcję administratora apostolskiego Rimini. Brał udział w sesjach Światowego Synodu Biskupów w Watykanie. W październiku 1990 został zwolniony z obowiązków arcybiskupa Ravenna-Cervia ze względu na osiągnięcie wieku emerytalnego.
W lutym 1991 głosił rekolekcje wielkopostne dla Kurii Rzymskiej. 26 listopada 1994 Jan Paweł II wyniósł go do godności kardynalskiej, nadając tytuł prezbitera SS. Redentore a Via Melania. W chwili nominacji miał już ukończone 80 lat, w związku z czym nigdy nie miał prawa udziału w konklawe.
Zmarł 28 lipca 2013 w tydzień po swoich 99. urodzinach. Był jednym z najdłużej żyjących kardynałów w historii.